# Розеве
Розеве (пол. Rozewie) — мыс на Кашубском побережье Польши.
Мыс находится на территории города Владыславово (Поморское воеводство). До 2000-х гг Розеве считался самой северной точкой страны, но позже было определено, что ею является пляж в Ястжембя-Гура, восточнее мыса, но также расположенный во Владыславово. В результате действия морских волн на пляж, координаты наиболее северной точки постоянно меняются.
На мысе в 1822 году был установлен маяк. В 1959 года у мыса была образована природоохранная зона площадью 12,15 га, территория которой в основном покрыта буковым лесом, диаметр стволов некоторых деревьев достигает 3 м.